# مارك سنجر
مارك سنجر (بالإنجليزية: Marc Singer)‏ هو ممثل كندي وأمريكي، ولد في 29 يناير 1948 بفانكوفر في كندا.

## أعمال

### مسلسلات
- باتمان
- دالاس

## وصلات خارجية
- مارك سنجر على موقع IMDb (الإنجليزية)
- مارك سنجر على موقع ألو سيني (الفرنسية)
- مارك سنجر على موقع ميوزك برينز (الإنجليزية)
- مارك سنجر على موقع تيرنر كلاسيك موفيز (الإنجليزية)
- مارك سنجر على موقع أول موفي (الإنجليزية)
- مارك سنجر على موقع قاعدة بيانات الأفلام السويدية (السويدية)
- مارك سنجر على موقع إن إن دي بي (الإنجليزية)
- مارك سنجر على موقع قاعدة بيانات الفيلم (الإنجليزية)
- مارك سنجر على موقع كينوبويسك (الروسية)